# Cicurina maculifera
Cicurina maculifera là một loài nhện trong họ Dictynidae.
Loài này thuộc chi Cicurina. Cicurina maculifera được Takeo Yaginuma miêu tả năm 1979.